# Eucomis
Eucomis è un genere di pianta da fiore della famiglia delle Asparagaceae, sottofamiglia delle Scilloideae, originaria dell'Africa meridionale. La maggior parte delle specie di questo genere sono comunemente chiamate fiori di ananas o gigli di ananas. Si tratta di piante perenni bulbose con rosette basali di foglie e steli robusti ricoperti di fiori a forma di stella con un ciuffo di brattee verdi in cima, che assomigliano superficialmente a un ananas (da cui i nomi comuni).

## Tassonomia
Il genere Eucomis è stato pubblicato per la prima volta da Charles L'Héritier nel 1789. Il nome Eucomis è di origine greca, con eu che significa "piacevole" e kome "capelli della testa", riferendosi quindi al ciuffo di brattee simili a foglie che coronano l'infiorescenza delle specie di questo genere. Il nome fu usato per la prima volta da Daniel Solander, che decise di inserire la Fritillaria regia di Linneo in un genere separato. Tuttavia, Solander morì prima di pubblicare il nome e non fu menzionato da L'Héritier nella sua pubblicazione del 1789. Inizialmente, tre specie furono collocate in Eucomis: E. regia, E. nana e E. punctata (Le ultime due sono oggi sinonimi rispettivamente di E. regia e E. comosa).

## Classificazione
L'Eucomis è collocata nella sottofamiglia Scilloideae della famiglia Asparagaceae da coloro che utilizzano il sistema APG di classificazione delle piante, e nella famiglia Hyacinthaceae da coloro che utilizzano scale più strettamente definite. Utilizzando la sottofamiglia Scilloideae, l'Eucomis è collocata nella tribù Hyacintheae, sottotribù Massoniinae, insieme a generi come Lachenalia, Ledebouria, Massonia e Veltheimia.
Le specie possono essere suddivise in due gruppi. Uno è costituito da sette specie principalmente corte, diploidi con 2n = 2x = 30 cromosomi: E. amaryllidifolia, E. bicolor, E. grimshawii, E. regia, E. schijffii, E. vandermerwei e E. zambesiaca. L'altra consiste in cinque specie tetraploidi, prevalentemente più grandi, con 2n = 4x = 60 cromosomi: E. autumnalis, E. comosa, E. humilis, E. montana ed E. pallidiflora. La ploidia di E. sonnetteana non è nota.

## Distribuzione e habitat
L'Eucomis regia è originaria delle Province del Capo del Sudafrica. Si trova in due aree nel sudovest del Capo Occidentale e del Capo Settentrionale, nella zona delle precipitazioni invernali. È limitata a terreni argillosi pesanti in aree aperte o nella vegetazione del renosterveld, tra le rocce su pendii ombreggiati esposti a sud.

## Coltivazione
L'Eucomis regia è stata descritta come "forse l'Eucomis meno attraente". Richiede un riposo completamente secco in estate e deve essere coltivata in serra nelle regioni con clima temperato, come le isole britanniche.